# Chisarja
Chisarja (bulgariska: Хисаря) är en ort i Bulgarien.   Den ligger i kommunen Obsjtina Chisarja och regionen Plovdiv, i den centrala delen av landet, 110 km öster om huvudstaden Sofia. Chisarja ligger 364 meter över havet och antalet invånare är 7 903.
Terrängen runt Chisarja är kuperad åt nordost, men åt sydväst är den platt. Närmaste större samhälle är Karlovo, 16,9 km nordost om Chisarja.
Trakten runt Chisarja består till största delen av jordbruksmark. Runt Chisarja är det ganska glesbefolkat, med 36 invånare per kvadratkilometer.